# Джон Маклін
Джон Маклін (англ. John MacLean, нар. 20 листопада 1964, Ошава) — колишній канадський хокеїст, що грав на позиції крайнього нападника. Грав за збірну команду Канади. Згодом — хокейний тренер.
Володар Кубка Стенлі. Провів понад тисячу матчів у Національній хокейній лізі. 

## Ігрова кар'єра
Хокейну кар'єру розпочав 1981 року.
1983 року був обраний на драфті НХЛ під 6-м загальним номером командою «Нью-Джерсі Девілс». 
Протягом професійної клубної ігрової кар'єри, що тривала 20 років, захищав кольори команд «Нью-Джерсі Девілс», «Сан-Хосе Шаркс», «Нью-Йорк Рейнджерс» та «Даллас Старс».
Загалом провів 1298 матчів у НХЛ, включаючи 104 гри плей-оф Кубка Стенлі.
Виступав за збірну Канади.

## Тренерська робота
З вересня 2002 асистент головного тренера клубу «Нью-Джерсі Девілс». 
13 липня 2009 став головним тренером фарм-клубу «Девілс» в Американській хокейній лізі «Ловел Девілс».
З липня 2010 головний тренер «Нью-Джерсі Девілс».
З 1 грудня 2011 асистент головного тренера «Кароліна Гаррікейнс».

## Нагороди та досягнення
Як гравець
- Срібний призер чемпіонату світу 1989.
- Володар Кубка Стенлі в складі «Нью-Джерсі Девілс» — 1995.
- Учасник матчу всіх зірок НХЛ — 1989, 1991.

Як тренер
- Володар Кубка Стенлі в складі «Нью-Джерсі Девілс» — 2003.

## Статистика
| Сезон        | Клуб                 | Ліга         | Регулярний сезон | Регулярний сезон | Регулярний сезон | Регулярний сезон | Регулярний сезон | Плей-оф | Плей-оф | Плей-оф | Плей-оф | Плей-оф |
| Сезон        | Клуб                 | Ліга         | І                | Г                | П                | О                | ШХ               | І       | Г       | П       | О       | ШХ      |
| ------------ | -------------------- | ------------ | ---------------- | ---------------- | ---------------- | ---------------- | ---------------- | ------- | ------- | ------- | ------- | ------- |
| 1981–82      | «Ошава Дженералс»    | ОХЛ          | 67               | 17               | 22               | 39               | 197              | 12      | 3       | 6       | 9       | 63      |
| 1982–83      | «Ошава Дженералс»    | ОХЛ          | 66               | 47               | 51               | 98               | 138              | 17      | 18      | 20      | 38      | 35      |
| 1983–84      | «Ошава Дженералс»    | ОХЛ          | 30               | 23               | 36               | 59               | 58               | 7       | 2       | 5       | 7       | 18      |
| 1983–84      | «Нью-Джерсі Девілс»  | НХЛ          | 23               | 1                | 0                | 1                | 10               | —       | —       | —       | —       | —       |
| 1984–85      | «Нью-Джерсі Девілс»  | НХЛ          | 61               | 13               | 20               | 33               | 44               | —       | —       | —       | —       | —       |
| 1985–86      | «Нью-Джерсі Девілс»  | НХЛ          | 74               | 21               | 36               | 57               | 112              | —       | —       | —       | —       | —       |
| 1986–87      | «Нью-Джерсі Девілс»  | НХЛ          | 80               | 31               | 36               | 67               | 120              | —       | —       | —       | —       | —       |
| 1987–88      | «Нью-Джерсі Девілс»  | НХЛ          | 76               | 23               | 16               | 39               | 147              | 20      | 7       | 11      | 18      | 60      |
| 1988–89      | «Нью-Джерсі Девілс»  | НХЛ          | 74               | 42               | 45               | 87               | 122              | —       | —       | —       | —       | —       |
| 1989–90      | «Нью-Джерсі Девілс»  | НХЛ          | 80               | 41               | 38               | 79               | 80               | 6       | 4       | 1       | 5       | 12      |
| 1990–91      | «Нью-Джерсі Девілс»  | НХЛ          | 78               | 45               | 33               | 78               | 150              | 7       | 5       | 3       | 8       | 20      |
| 1991–92      | «Нью-Джерсі Девілс»  | НХЛ          | —                | —                | —                | —                | —                | —       | —       | —       | —       | —       |
| 1992–93      | «Нью-Джерсі Девілс»  | НХЛ          | 80               | 24               | 24               | 48               | 102              | 5       | 0       | 1       | 1       | 10      |
| 1993–94      | «Нью-Джерсі Девілс»  | НХЛ          | 80               | 37               | 33               | 70               | 95               | 20      | 6       | 10      | 16      | 22      |
| 1994–95      | «Нью-Джерсі Девілс»  | НХЛ          | 46               | 17               | 12               | 29               | 32               | 20      | 5       | 13      | 18      | 14      |
| 1995–96      | «Нью-Джерсі Девілс»  | НХЛ          | 76               | 20               | 28               | 48               | 91               | —       | —       | —       | —       | —       |
| 1996–97      | «Нью-Джерсі Девілс»  | НХЛ          | 80               | 29               | 25               | 54               | 49               | 10      | 4       | 5       | 9       | 4       |
| 1997–98      | «Нью-Джерсі Девілс»  | НХЛ          | 26               | 3                | 8                | 11               | 14               | —       | —       | —       | —       | —       |
| 1997–98      | «Сан-Хосе Шаркс»     | НХЛ          | 51               | 13               | 19               | 32               | 28               | 6       | 2       | 3       | 5       | 4       |
| 1998–99      | «Нью-Йорк Рейнджерс» | НХЛ          | 82               | 28               | 27               | 55               | 46               | —       | —       | —       | —       | —       |
| 1999–00      | «Нью-Йорк Рейнджерс» | НХЛ          | 77               | 18               | 24               | 42               | 52               | —       | —       | —       | —       | —       |
| 2000–01      | «Манітоба Мус»       | ІХЛ          | 32               | 6                | 12               | 18               | 28               | —       | —       | —       | —       | —       |
| 2000–01      | «Нью-Йорк Рейнджерс» | НХЛ          | 2                | 0                | 0                | 0                | 0                | —       | —       | —       | —       | —       |
| 2000–01      | «Даллас Старс»       | НХЛ          | 28               | 4                | 2                | 6                | 17               | 10      | 2       | 1       | 3       | 6       |
| 2001–02      | «Юта Гріззліс»       | АХЛ          | 5                | 0                | 1                | 1                | 4                | —       | —       | —       | —       | —       |
| 2001–02      | «Даллас Старс»       | НХЛ          | 20               | 3                | 3                | 6                | 17               | —       | —       | —       | —       | —       |
| Усього в НХЛ | Усього в НХЛ         | Усього в НХЛ | 1194             | 413              | 429              | 842              | 1328             | 104     | 35      | 48      | 83      | 152     |

## Тренерська статистика
| Команда | Сезон   | Регулярний сезон | Регулярний сезон | Регулярний сезон | Регулярний сезон | Регулярний сезон             | Плей-оф | Плей-оф | Плей-оф         | Плей-оф |
| Команда | Сезон   | В                | П                | ОТ               | %В               | Результат                    | В       | П       | Результат       |         |
| ------- | ------- | ---------------- | ---------------- | ---------------- | ---------------- | ---------------------------- | ------- | ------- | --------------- | ------- |
| НД      | 2010-11 | 9                | 22               | 2                | .290             | 4-е в Атлантичному дивізіоні | -       | -       | звільнений      |         |
| Усього  | Усього  | 9                | 22               | 2                | .290             | 0 перемог у Дивізіоні        | 0       | 0       | 0 Кубків Стенлі |         |